# 郭锡良
郭锡良（1930年9月22日—2022年12月30日），男，湖南衡山人，中国语言学家，汉语史教学學者，北京大学中文系教授、博士生导师。其参与和主持编写《古代汉语》教材。